# Ethan Hayter
Pour les articles homonymes, voir Hayter.
Ethan Hayter, né le 18 septembre 1998 à Londres, est un coureur cycliste britannique. Il court sur route et sur piste. Il est notamment quadruple champion du monde sur piste (deux titres sur la poursuite par équipes en 2018 et 2022 et deux autres sur l'omnium en 2021 et 2022) et a remporté sur route le Tour de Pologne en 2022.

## Biographie
Le frère d'Ethan Hayter, Leo, de trois ans son cadet, est également coureur cycliste. 
En 2016, Ethan Hayter fait ses débuts internationaux et remporte la médaille de bronze de la poursuite par équipes aux championnats du monde sur piste juniors (moins de 19 ans). La même année, il est champion d'Europe juniors dans la même discipline et vice-champion d'Europe sur l'omnium. Au niveau national, il devient champion de Grande-Bretagne de l'américaine chez les élites (avec Joe Holt). Il s'illustre également sur route en remportant Kuurne-Bruxelles-Kuurne juniors et en se classant deuxième de Gand-Wevelgem juniors. L'année suivante, il est à nouveau champion d'Europe de poursuite par équipes, cette fois dans la catégorie espoirs (moins de 23 ans), ainsi que vice-champion d'Europe de la course aux points espoirs. Il est également double champion de Grande-Bretagne sur le scratch et l'américaine (avec Matthew Walls).
En 2018, après avoir décroché deux médailles aux  Jeux du Commonwealth (argent en poursuite par équipes et bronze sur la course aux points), il fait ses débuts aux mondiaux sur piste élites. Il devient champion du monde de poursuite par équipes avec Kian Emadi, Edward Clancy et Charlie Tanfield, au sein d'une équipe qui n'avait jamais courue ensemble. À 33 ans, Clancy, triple champion olympique et quadruple champion du monde de poursuite par équipes, est le pilote le plus âgé du quatuor et Hayter le plus jeune à 19 ans. Parallèlement à la piste, il court sur route avec l'équipe nationale britannique. En août 2018, il est champion d'Europe d'omnium et se classe troisième de l'américaine et de la poursuite par équipes, puis obtient deux nouveaux titres aux champion d'Europe espoirs (américaine et omnium). Dans la foulée, il devient stagiaire au sein de l'équipe Sky, mais n'obtient pas de contrat professionnel à l'issue de la saison. 
En 2019, il décroche deux médailles aux  championnats du monde sur piste : l'argent en poursuite par équipes et le bronze sur l'omnium. Il est une nouvelle fois médaillé de bronze de la poursuite par équipes aux championnats d'Europe. Sur route, il se fait remarquer en remportant le général d'À travers les Hauts-de-France, une étape du Tour de l'Avenir, ainsi que deux étapes et le classement par points du Tour d'Italie espoirs sous le maillot de l'équipe nationale. Également champion de Grande-Bretagne sur route espoirs, il signe finalement un contrat avec l'UCI WorldTeam Ineos Grenadiers pour la saison 2020. 
Avec la saison 2020, marquée par la pandémie de Covid-19, il doit attendre le mois d'août pour faire ses débuts en compétition. Au mois de septembre, il gagne le Tour des Apennins quelques jours après s'être classé deuxième du Mémorial Marco Pantani et troisième du Tour de Toscane. Il s'agit de sa première victoire chez les professionnels. Le 11 octobre, il est victime d'une chute sur Gand-Wevelgem et ressort de l'hôpital avec une jambe cassée et un ligament déchiré. 
Il revient en forme au mois de mars 2021, avec une victoire d'étape sur la Semaine internationale Coppi et Bartali, suivie d'une autre au Tour de l'Algarve. Il remporte deux autres victoires d'étape sur le Tour d'Andalousie, avant de participer aux Jeux olympiques de Tokyo début août. Lors de ceux-ci, il est médaillé d'argent de la course à l'américaine (avec Matthew Walls) et septième de la poursuite par équipes. De retour sur route, il gagne directement le classement général et deux étapes sur le Tour de Norvège et se classe quatrième  de la Bretagne Classic, une classique du World Tour. Il rivalise ensuite avec Wout van Aert et Julian Alaphilippe sur le Tour de Grande-Bretagne, où il se classe deuxième du général, en remportant deux étapes et le classement par points. Il est ensuite huitième du championnat du monde du contre-la-montre et  champion de Grande-Bretagne du contre-la-montre et du critérium. Il termine sa saison aux mondiaux sur piste, où il devient champion du monde d'omnium après avoir dominé la compétition et médaillé de bronze de la poursuite par équipes.
Après avoir gagné en mars 2022 la deuxième étape de la Semaine internationale Coppi et Bartali, Ethan Hayter remporte le 26 avril le prologue du Tour de Romandie, sa première victoire sur une épreuve de l'UCI World Tour, puis la deuxième étape au sprint deux jours plus tard. En juin, il réalise un bon Critérium du Dauphiné et conserve son titre de  champion de Grande-Bretagne du contre-la-montre En août, il remporte sa première course par étapes sur le World Tour, après son succès au général du Tour de Pologne. La semaine suivante, son contrat est prolongé jusqu'en fin d'année 2024. Sélectionné pour son premier grand tour à l'occasion du Tour d'Espagne, il porte le maillot blanc du meilleur jeune coureur, mais est testé positif au SARS-CoV-2 avant le départ de la dixième étape et est contraint de renoncer à y participer. Il se rétablit rapidement pour terminer quatrième du championnat du monde du contre-la-montre malgré un problème pour passer les vitesses et un changement de vélo. Il est également neuvième de la course en ligne des mondiaux. 
Ethan Hayter est rejoint en 2023 dans l'équipe Ineos-Grenadiers par son frère cadet Leo. Ses ambitions du début de saison sont mises à mal par une chute dans le final de la Cadel Evans Great Ocean Road Race. Il doit être opéré en raison d'une fracture de la clavicule et manque notamment le championnat d'Europe sur piste. En avril, il gagne une étape du Tour du Pays basque et du Tour de Romandie. En fin de saison, il se classe troisième du Tour de Croatie, ainsi que troisième et meilleur jeune du Tour du Guangxi.
En 2024, il est champion de Grande-Bretagne sur route. Il est sélectionné pour les Jeux olympiques de Paris, où il remporte la médaille d'argent de la poursuite par équipes et termine huitième de l'omnium.

## Palmarès sur piste

### Jeux olympiques
- Tokyo 2020
  -  Médaillé d'argent de la course à l'américaine (avec Matthew Walls)
  - 7e de la poursuite par équipes
- Paris 2024
  -  Médaillé d'argent de la poursuite par équipes
  - 8e de l'omnium

### Championnats du monde
| Édition / Épreuve              | Poursuite par équipes                         | Américaine | Omnium |
| Apeldoorn 2018                 | Or (avec Emadi, Clancy et Tanfield)           |            |        |
| Pruszków 2019                  | Argent                                        | 7e         | Bronze |
| Berlin 2020                    | 5e                                            | 9e         |        |
| Roubaix 2021                   | Bronze (avec Emadi, Vernon, Wood et Tanfield) |            | Or     |
| Saint-Quentin-en-Yvelines 2022 | Or (avec Wood, Vernon et Bigham)              | Argent     | Or     |
| Ballerup 2024                  | Argent                                        |            |        |

### Championnats du monde juniors
| Édition / Épreuve | Poursuite par équipes |
| Aigle 2016        | Bronze                |

### Coupe du monde
- 2018-2019
  - 3e de la poursuite par équipes à Londres
- 2019-2020
  - 2e de l'américaine à Glasgow
  - 2e de l'américaine à Milton

### Coupe des nations
- 2022
  - 1er de l'omnium à Milton
  - 2e de l'américaine à Milton
- 2024
  - 1er de la poursuite par équipes à Milton
  - 1er de l'omnium à Milton

### Jeux du Commonwealth
| Édition / Épreuve | Poursuite individuelle | Poursuite par équipes | Course aux points | Scratch |
| Gold Coast 2018   | 8e                     | Argent                | Bronze            | 5e      |

### Championnats d'Europe
| Édition / Épreuve          | Poursuite par équipes                      | Course aux points | Américaine              | Omnium |
| Montichiari 2016 (juniors) | Or (avec Walls, Wood et Wright)            |                   |                         | Argent |
| Anandia 2017 (espoirs)     | Or (avec Bostock, Holt et Walls)           | Argent            |                         |        |
| Aigle 2018 (espoirs)       |                                            |                   | Or (avec Matthew Walls) | Or     |
| Glasgow 2018               | Bronze                                     |                   | Bronze                  | Or     |
| Apeldoorn 2019             | Bronze                                     | 5e                |                         |        |
| Apeldoorn 2024             | Or (avec Wood, Tanfield, Vernon et Bigham) |                   |                         | Or     |

### Championnats nationaux
- 2014
  - 2e du chjampionnat de Grande-Bretagne de poursuite U17
- 2015
  -  Champion de Grande-Bretagne de poursuite juniors
  -  Champion de Grande-Bretagne de l'américaine juniors (avec Fred Wright)
  - 2e du championnat de Grande-Bretagne de course aux points juniors
  - 2e du championnat de Grande-Bretagne du scratch juniors
- 2016
  -  Champion de Grande-Bretagne de l'américaine (avec Joe Holt)
  -  Champion de Grande-Bretagne de poursuite juniors
- 2017
  -  Champion de Grande-Bretagne du scratch
  -  Champion de Grande-Bretagne de l'américaine (avec Matthew Walls)
  - 2e du championnat de Grande-Bretagne de poursuite par équipes
  - 2e du championnat de Grande-Bretagne de course aux points
  - 2e du championnat de Grande-Bretagne de l'omnium
  - 3e du championnat de Grande-Bretagne de poursuite individuelle
- 2018
  -  Champion de Grande-Bretagne de poursuite par équipes (avec Rhys Britton, Jake Stewart, Matthew Walls et Fred Wright)
  - 2e du championnat de Grande-Bretagne de poursuite individuelle
- 2019
  -  Champion de Grande-Bretagne du scratch
  -  Champion de Grande-Bretagne d'omnium

## Palmarès sur route

### Palmarès amateur
- 2015
  - Cadence Junior Road Race
  - 2e du Keizer der Juniores
- 2016
  - Kuurne-Bruxelles-Kuurne juniors
  - 3e étape de la Kingdom Junior Classic
  - 2e de Gand-Wevelgem juniors
  - 2e du Trofeo Karlsberg
  - 2e de la Guido Reybrouck Classic
  - 2e du Tour du Pays de Galles juniors
- 2018
  - 3e étape d'À travers les Hauts-de-France – Trophée Paris Arras Tour
  - 5e du  championnat du monde du contre-la-montre espoirs
  - 8e du championnat du monde sur route espoirs
- 2019
  -  Champion de Grande-Bretagne sur route espoirs
  - À travers les Hauts-de-France : 
    - Classement général
    - 2e étape

  - Prologue et 1re étape du Tour d'Italie espoirs
  - 3e étape du Tour de l'Avenir
  - 2e du championnat de Grande-Bretagne du contre-la-montre espoirs

### Palmarès professionnel
- 2019
  -  Champion de Grande-Bretagne sur route espoirs
  - 10e de la RideLondon-Surrey Classic
- 2020
  - Tour des Apennins
  - 2e du Mémorial Marco Pantani
  - 2e du Tour de Toscane
- 2021
  -  Champion de Grande-Bretagne du contre-la-montre
  -  Champion de Grande-Bretagne du critérium
  - 3e étape de la Semaine internationale Coppi et Bartali
  - 2e étape du Tour de l'Algarve
  - 2e et 5e étapes du Tour d'Andalousie
  - Tour de Norvège : 
    - Classement général
    - 1re et 2e étapes

  - 3e (contre-la-montre par équipes) et 5e étapes du Tour de Grande-Bretagne
  - 2e du Tour de l'Algarve
  - 2e du Tour de Grande-Bretagne
  - 3e du championnat de Grande-Bretagne sur route
  - 4e de la Bretagne Classic
  - 8e du championnat du monde du contre-la-montre
- 2022
  -  Champion de Grande-Bretagne du contre-la-montre
  - 2e étape de la Semaine internationale Coppi et Bartali
  - Prologue et 2e étape du Tour de Romandie
  - 2e étape du Tour de Norvège
  - Classement général du Tour de Pologne
  - 4e du championnat du monde du contre-la-montre
  - 9e du championnat du monde sur route
- 2023
  - 1re étape du Tour du Pays basque
  - 2e étape du Tour de Romandie
  - 3e du Tour de Croatie
  - 3e du Tour du Guangxi
- 2024
  -  Champion de Grande-Bretagne sur route
- 2025
  -  Champion de Grande-Bretagne du contre-la-montre
  - 3e étape du Tour de Belgique (contre-la-montre)
  - 2e du Tour de Belgique

### Résultats sur les grands tours

#### Tour d'Italie
1 participation
- 2025 : 136e

#### Tour d'Espagne
1 participation
- 2022 : non-partant (10e étape)

### Classements mondiaux
| Année                                 | 2017  | 2018 | 2019 | 2020 | 2021 | 2022 | 2023 | 2024 |
| ------------------------------------- | ----- | ---- | ---- | ---- | ---- | ---- | ---- | ---- |
| Classement mondial                    | 2468e | 596e | 400e | 127e | 28e  | 41e  | 157e | 351e |
| UCI Europe Tour                       | 1615e | 974e | 319e | 105e | 25e  | 34e  | nc   | nc   |
|                                       |       |      |      |      |      |      |      |      |
| Légende : nc = non classéSource : UCI |       |      |      |      |      |      |      |      |